# 패시브 매트릭스 액정 디스플레이

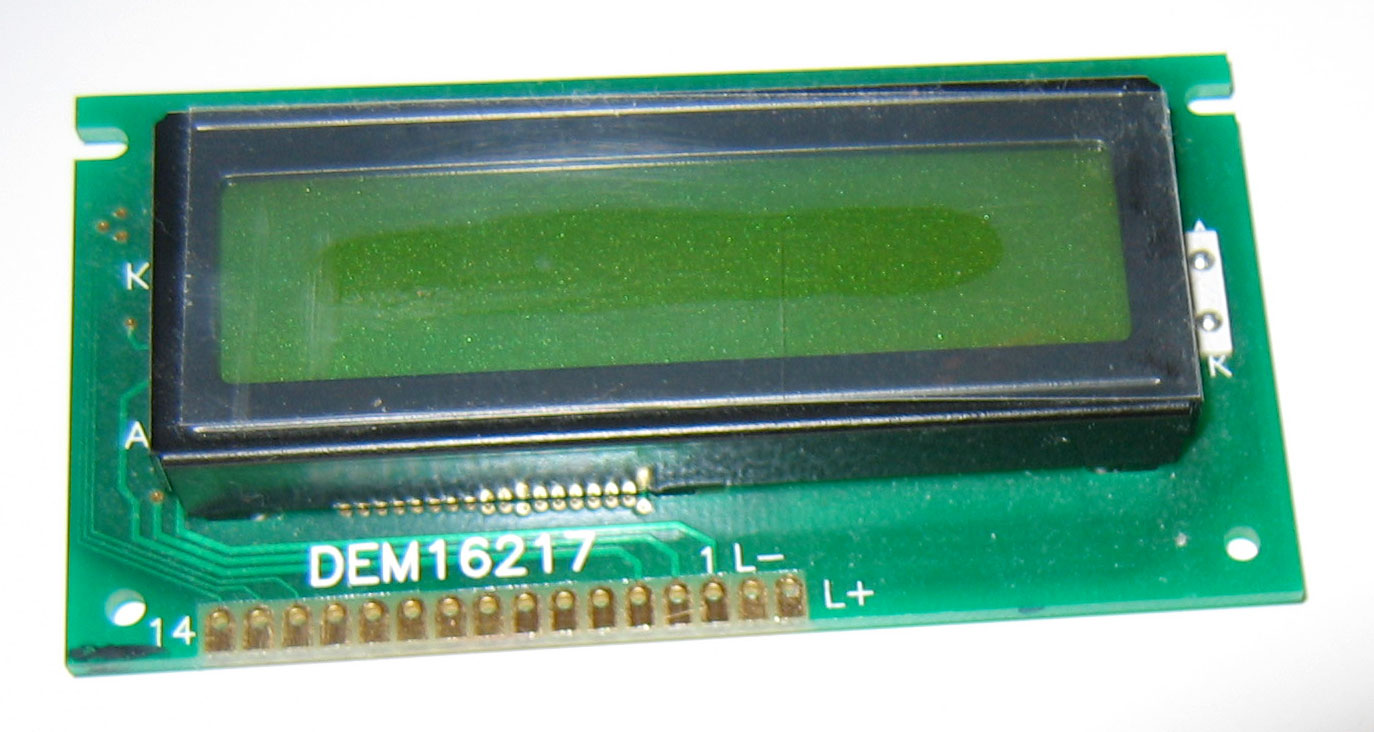
패시브 매트릭스 액정 디스플레이

패시브 매트릭스 액정 디스플레이(passive matrix liquid crystal display), 또는 수동 행렬 액정 표시장치 (受動行列液晶表示裝置)는 액정 디스플레이의 한종류로, 해상도가 낮고 구동의 한계로 인하여 반응속도가 늦다. 일반적으로 전자 계산기나 전자 시계의 표시장치로 사용된다.

## 같이 보기
- 액정 디스플레이 (LCD)
- 액티브 매트릭스 액정 디스플레이 (AMLCD)